# Hraničné
Hraničné (slowakisch bis 1948 „Granastov“; deutsch Grenzdorf oder Granasdorf, ungarisch Határhely – bis 1907 Granasztó) ist eine Gemeinde in der Ostslowakei.

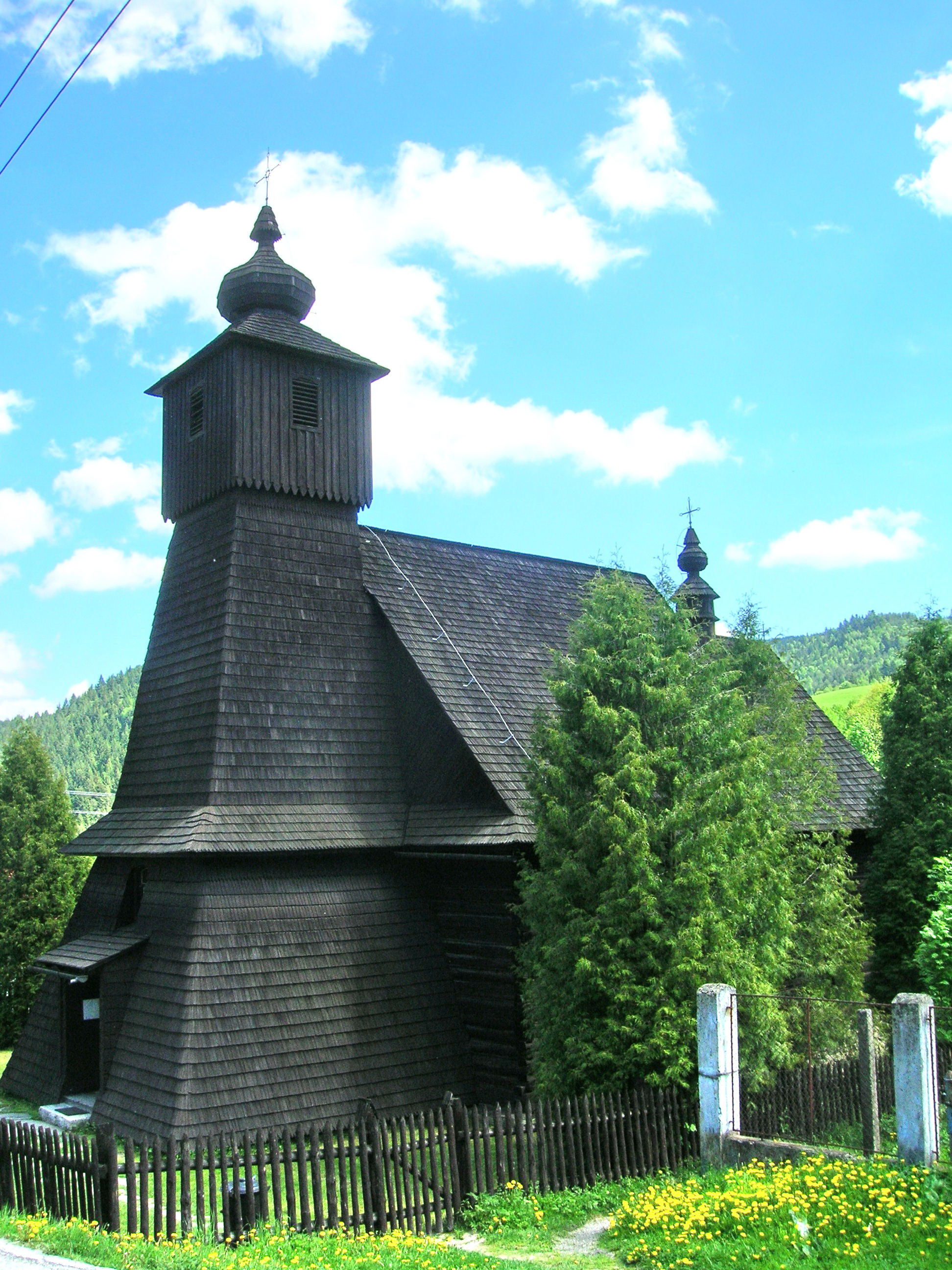
Holzkirche in Hraničné

## Lage
Sie liegt im Ľubovnianska-vrchovina-Bergland, am Ufer des Hraničná-Baches, zwischen den Städten Stará Ľubovňa (11 km in südlicher Richtung) und Piwniczna-Zdrój in Polen (8 km in nördlicher Richtung; die Grenze ist 5 km entfernt).

## Geschichte
Der Ort wurde 1342 erstmals als Granaszto erwähnt. Sehenswert ist die römisch-katholische Holzkirche der Unbefleckten Empfängnis der Jungfrau Maria aus dem Jahr 1785.

## Bevölkerung
| Jahr                | 1994 | 2004     | 2014     | 2024    |
| ------------------- | ---- | -------- | -------- | ------- |
| Anzahl der Personen | 255  | 219      | 187      | 177     |
| Unterschied         |      | −14,11 % | −14,61 % | −5,34 % |

| Jahr                | 2023 | 2024    |
| ------------------- | ---- | ------- |
| Anzahl der Personen | 179  | 177     |
| Unterschied         |      | −1,11 % |